# Blumea
Blumea é um género botânico pertencente à família Asteraceae.

## Espécies
- Blumea amakidophora
- Blumea arfakiana
- Blumea aromatica
- Blumea balsamifera
- Blumea brevipes
- Blumea canalensis
- Blumea clarkei
- Blumea densiflora
- Blumea fistulosa
- Blumea hieraciifolia
- Blumea integrifolia
- Blumea lacera
- Blumea lanceolaria
- Blumea megacephala
- Blumea mollis
- Blumea napifolia
- Blumea oxyodonta
- Blumea paniculata
- Blumea psammophila
- Blumea riparia
- Blumea saxatilis
- Blumea sessiliflora
- Blumea sinuata
- Blumea tenella
- Blumea virens